# Harold Peary
Harold (Hal) Peary (25 de julio de 1908 – 30 de marzo de 1985) fue un humorista, cantante y actor radiofónico, cinematográfico, televisivo y de voz de nacionalidad estadounidense. Fue sobre todo conocido por dar vida a Throckmorton P. Gildersleeve, un personaje secundario de la serie radiofónica Fibber McGee and Molly que tuvo una serie propia, The Great Gildersleeve, el primer spin-off de éxito de la historia de la radiodifusión estadounidense.

## Primeros años
Su verdadero nombre era José Pereira de Faria, y nació en San Leandro, California, en el seno de una familia de origen portugués. Peary empezó a actuar en emisoras radiofónicas locales en 1923, según sus memorias, y tuvo un espectáculo propio como cantante, The Spanish Serenader, en San Francisco (California), aunque se trasladó a Chicago, Illinois, en 1937. Todavía en San Francisco, hizo "varios papeles" en Wheatenaville, un programa emitido por la NBC a partir del 26 de septiembre de 1932.
En Chicago, su trabajo radiofónico llegó a lo más alto gracias a su personaje en Fibber McGee and Molly, Gildersleeve, el vecino de McGee. El personaje realmente tuvo varios nombres y ocupaciones, antes de confirmarse como Throckmorton Philaharmonic Gildersleeve, administrador en una fábrica de lencería. Peary trabajó también en una serie de horror, Lights Out, y en otros programas radiofónicos, pero su éxito y su fama como Gildersleeve fueron la base para desarrollar un programa propio con su personaje.

## De Wistful Vista a Summerfield
El Gildersleeve de Peary llegó a ser lo bastante famoso como para pensar en que el personaje tuviera una serie propia. Johnson's Wax, que patrocinaba Fibber McGee and Molly, también apoyó una grabación de prueba de The Great Gildersleeve, y la empresa Kraft Foods fue la patrocinadora del nuevo show. Gildersleeve fue trasplantado de Wistful Vista a Summerfield con algo más que un cambio de localidad—ahora soltero (el personaje tenía una esposa en Fibber McGee and Molly a la que nunca llegó a oírse), y ahora era un inspector de aguas en vez de propietario de la compañía Gildersleeve's Girlish Girdles. 
The Great Gildersleeve se estrenó el 31 de agosto de 1941, teniendo un éxito ininterrumpido durante el resto de la década. Lurene Tuttle interpretaba a Marjorie ; Walter Tetley, un veterano del show de Fred Allen Town Hall Tonight y de otros programas encarnaba a Leroy; Lillian Randolph al ama de llaves Birdie; y Earle Ross al juez Horace Hooker. Otros actores que intervenían en la serie eran Richard LeGrand como Peavey, Arthur Q. Bryan como Floyd, Ken Christy como el jefe de policía Gates, Shirley Mitchell como Leila Ransom, Bea Benaderet como Eve Goodwin, y ocasionalmente Gale Gordon como Rumson Bullard.
Peary también tuvo la ocasión de cantar en algunos episodios del programa, como en "Mystery Voice" (5/10/1942). Además, Peary interpretó cuatro largometrajes basados en su Great Gildersleeve en los años 1940, siendo él el único miembro del reparto radiofónico que actuaba en las adaptaciones cinematográficas.

## Finalización deGildersleeve
En 1950, sin embargo, la trayectoria de Peary como Gildersleeve llegó a su fin. A partir de entonces, Peary empezó para la CBS una nueva sitcom, The Harold Peary Show, también conocido como Honest Harold. En la serie actuaba Joseph Kearns en el papel de veterinario Dr. Yancey, y Shirley Mitchell como Florabelle Breckenridge. The Harold Peary Show solamente se emitió una temporada, con un total de 38 episodios.

## Cine y televisión

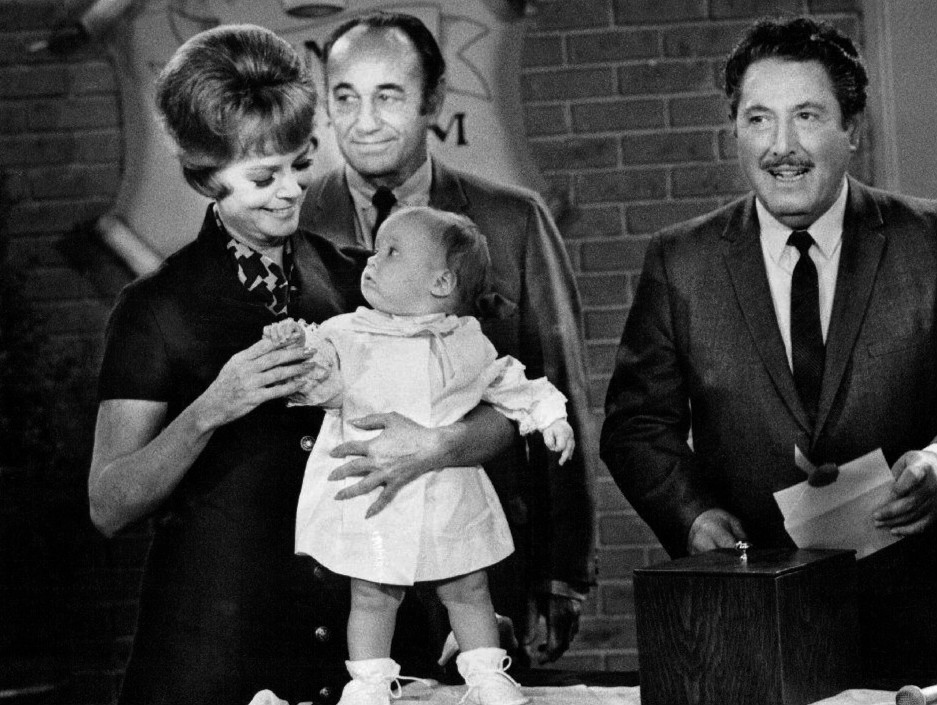
Peary, a la derecha, en Petticoat Junction (1969)

Además de sus cuatro películas sobre Gildersleeve, Peary actuó en el film de Walt Disney A Tiger Walks (1964) y en el de Elvis Presley Clambake (1967). También trabajó en televisión, en el episodio de Perry Mason "The Case of the Lover's Gamble" (1965). También participó en varias sitcoms, entre ellas Blondie, la versión televisiva de Fibber McGee and Molly, The Dick Van Dyke Show, Petticoat Junction, The Brady Bunch y The Addams Family. Por otra parte, en los años 1970 Peary rodó un popular comercial televisivo para la marca Faygo.

## Últimos años
Peary trabajó como disc jockey en la emisora de radio WMGM en Nueva York, y a partir de 1953 tuvo un programa de una hora de lunes a sábado.
Como actor de voz participó en muchas producciones de animación de Rankin/Bass Productions, Hanna-Barbera y otros, rodando también anuncios comerciales de Gibraltar Savings and Loan, Charmin, Red Goose Shoes, y Challenge Dairy.
Harold Peary falleció en 1985 en Torrance, California, a causa de un infarto agudo de miocardio. Tenía setenta y seis años de edad. Sus restos fueron incinerados y las cenizas lanzadas al Océano Pacífico.